# Veltheim (Ohe)
Veltheim település Németországban, azon belül Alsó-Szászország tartományban. Lakosainak száma 1005 fő (2023. december 31.). Veltheim Sickte községgel határos.

## Népesség
A település népességének változása:
| Lakosok száma | 992  | 980  | 959  | 977  | 1005 | 1004 | 1005 |
|               | 2015 | 2016 | 2017 | 2019 | 2021 | 2022 | 2023 |